# Brügger & Thomet
Brügger & Thomet AG, з 2011 B&T AG — підприємство в Швейцарії, що спеціалізується на виготовленні та продажу зброї для правоохоронців та військових. Акціонерне товариство зареєстроване в місті Тун, кантоні Берн.

## Історія
Компанія була заснована в травні 1991 року Карлом Брюггером і Генріхом Томе як кооператив (нім. Kollektivegesellschaft) під назвою Brügger & Thomet в Шпіц для виробництва глушників для зброї для продажу на внутрішньому ринку. Того ж року Brügger & Thomet отримали ліцензію від наглядових органів на імпорт та експорт озброєнь та устаткування для військових і правоохоронців. Відтоді Brügger & Thomet стало представником Heckler & Koch, Aimpoint, Surefire, Taser International та Benelli Armi.
1997 Brügger & Thomet було перетворене на відкрите акціонерне товариство. Пізніше Генріх Томе продав свої акції Карлу Брюггеру, завдяки чому він став єдиним власником B&T AG, наприкінці вересня 2005 р. звільнився з посади голови правління товариства.
В 2001 році компанія випустила на ринок перший пістолет-кулемет власного виробництва, «Brügger & Thomet MP9». Потім було представлене сімейство снайперських гвинтівок APR та гранатомет «GL-06» B&T в 2005 році отримало сертифікат ISO 9001:2000, на підприємстві працює близько 40 робітників.
В квітні 2011 року назва компанії була змінена з Brügger & Thomet AG на B&T AG .

## Україна
В Україні підприємство Tactical Systems виготовляє ліцензійні копії гвинтівок під маркою TS.M.308 та TS.M.338 або TS 308 та TS 338 відповідно.
Декілька снайперських гвинтівок APR були придбані для підрозділів спеціального призначення МВС напередодні Євро-12, однак перший загальновідомий випадок використання стався 20-21 лютого на вулиці Інститутській в Києві під час останніх днів спроби силового розгону Євромайдану. Принаймні одна гвинтівка була придбана для ЗС України та ГУР МО України для протидії російським диверсантам в 2014 році

## Продукти

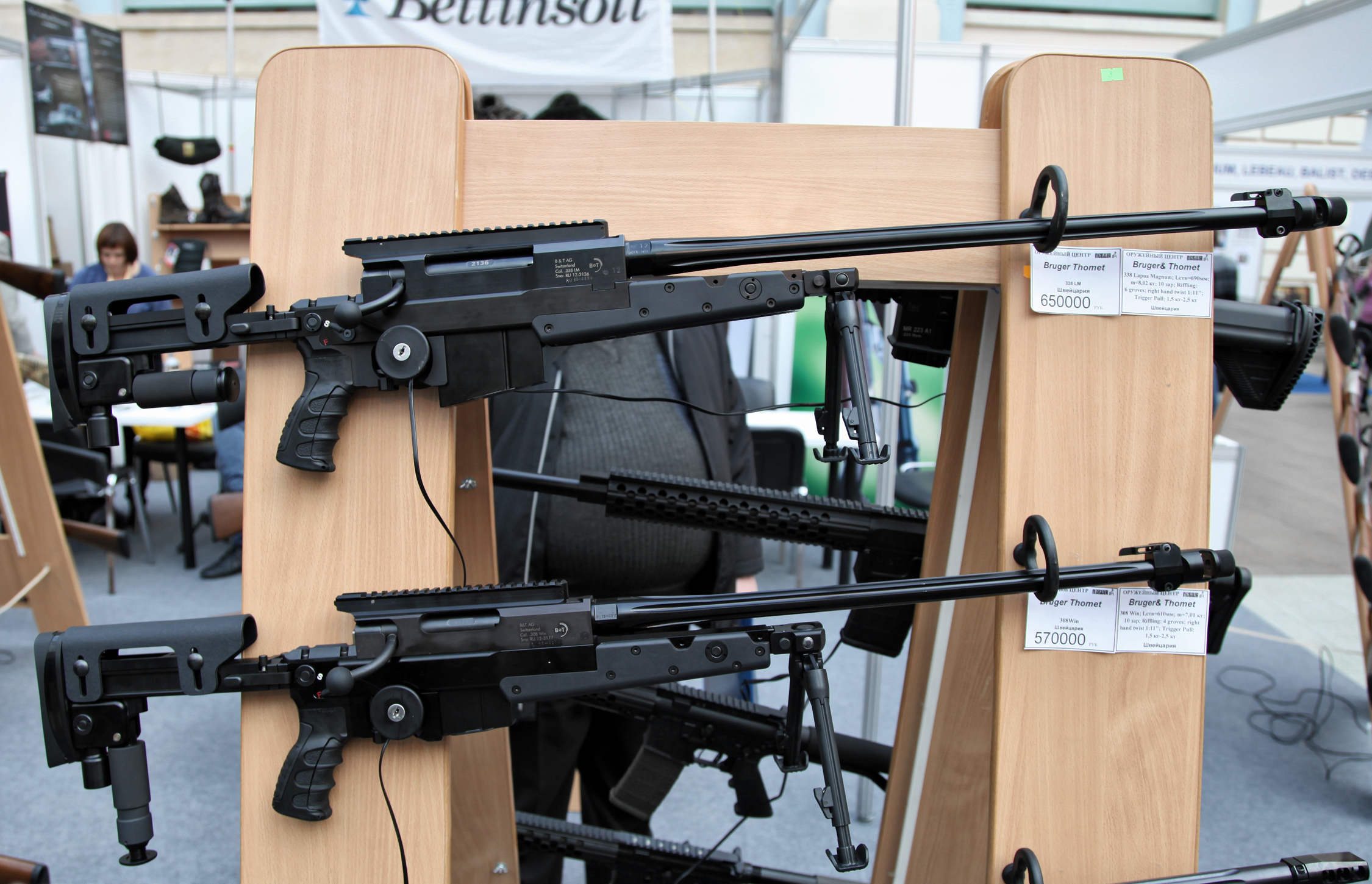
B&T APR під набій .338 Lapua Magnum згори та .308 Winchester нижче

- APC (Advanced Police Carbine — вдосконалений поліцейський карабін): повністю автоматичний пістолет-кулемет калібру 9 мм (APC9) або .45 ACP (APC45)
- APR (Advanced Precision Rifle — вдосконалена високоточна гвинтівка): сімейство снайперських гвинтівок для поліції та військових
- BT-96: ліцензійна копія самозарядної модифікації пістолета-кулемета HK MP5
- B&T SPR300 — спеціалізована снайперська гвинтівка з вбудованим глушником під набій .300 Whisper/.300 AAC Blackout. Призначена для високоточної стрільби на відстані до 150 м. Виробник заявляє, що із рівнем звукового тиску пострілу близько 121 dB A, гвинтівка «тихіша» за пневматична пневматичну.
- GL-06 — однозарядний гранатомет для пострілів калібру 40×46 мм
- MP9 (та пістолет TP9 і карабін TP9): модульна збройна система, на основі якої був створений пістолет та карабін
- Глушники: виробляються як для зброї сторонніх виробників, так і під їхньою торговельною маркою. Наприклад, B&T виготовляє глушники для сімейства снайперських гвинтівок Arctic Warfare для Accuracy International.
- VP9 — «ветеринарний пістолет» призначений для гуманного вбивства поранених тварин. Пістолет з інтегрованим глушником досить великого об'єму, завдяки чому гарантоване сповільнення стандартних набоїв 9×19 мм Парабелум до швидкості, меншої за швидкість звуку. Наприклад, набій з FMJ кулею вагою 124 грана утворює шум з тиском звукової хвилі 129 dB A. Гучність пострілу можна іще додатково зменшити використанням дозвукових набоїв. Перезарядження відбувається вручну (аналогічно пістолету Welrod часів Другої світової війни)[6].

B&Т також офіційно зареєстрований як постачальник для НАТО і пропонує різні товари та аксесуари з нанесеними інвентарними номерами НАТО (NSN).

## В масовій культурі
Один із засновників(Heinrich Thomet) згадується у фільмі "Хлопці зі стволами". 